# Montanism
Montanismul a fost o mișcare cu caracter profetic și eshatologic, apărută în Frigia (provincie din Asia Mică), către anul 156 d.C., sub conducerea lui Montanus, fost preot frigian convertit la creștinism, care susținea că abia în acea perioadă istorică a început „Epoca Paracletului”, activitatea propriu-zisă a „Spiritului Sfânt” în biserică. Această activitate consta în a redresa disciplina și etica bisericii. În acest scop, fiecare creștin trebuia să exercite harismele sale și să părăsească orice preocupare terestră inutilă, practicând zilnic ascetismul, abstinența, postul, mărturisirea păcatelor. Montanismul propunea adepților săi martiriul, ca semn al sfârșitului, cerea separarea bisericii de lume, încuraja profețiile și preoția femeilor. Datorită nonconformismului și disciplinei sale riguroase, montanismul s-a organizat ca mișcare separată de biserică, reușind să-l câștige în anul 207 d.C. pe Tertulian (150-255 d.C.). Acesta a scris o serie de lucrări montaniste, în care critică serviciul militar, profesiunile publice, morala conjugală și disciplina penitențială practicate de biserică. Mișcarea montanistă n-a fost acceptată de biserica oficială, din cauza numeroaselor harisme și a concepției sale, care punea la îndoială justificarea prin har și iertarea păcatelor după botez. După anul 500 d.C., mișcarea montanistă a dispărut.

## Montanus
Fondatorul mișcării, Montanus, s-a născut, probabil, în Ardabau, localitate situată pe teritoriul Turciei de astăzi, în prima jumătate a sec. II d.Cr. A aderat la creștinism prin anii 156-157 d.Cr. Dupǎ aceea, împreună cu două foste preotese ale zeiței Cibele, Maximina și Priscila, a început sǎ predice creștinismul. Susține că a fost inspirat de Duhul Sfânt să declare creștinismul religie adevărată. Referindu-se la modul în care se manifesta Montanus, Eusebiu din Cezareea scrie: "La început profetul pare a fi terorizat (en parekstasei), apoi se liniștește (adeia kai Aphobia), după care se roagă Duhului Sfânt, este cuprins apoi de o stare necontrolată de extaz (akousios mania psyches)". Unii cercetători cred că Montanus ajungea să pretindă că primea revelații direct de la Duhul Sfânt, el fiind acel "alt Mângâietor" din Ioan 14:16. Cu timpul, cei mai mulți dintre preoții creștini l-au acuzat pe Montanus cǎ lucrează cu duhurile rele și că tulbură adevărata credință. Ei au încercat să-l oprească din predicare, dar în multe părți cei care au avut câștig de cauză au fost montaniștii. Totuși, în cele din urmă, mișcarea a fost declarată eretică, iar montaniștii au fost excluși din biserici. Montanismul a fost condamnat oficial de biserică în perioada lui Papa Zefirin (papă între anii 199 - 217 d.Cr.)